# Rideau River Provincial Park
Rideau River Provincial Park är en park i Kanada.   Den ligger i provinsen Ontario, i den sydöstra delen av landet, 40 km söder om huvudstaden Ottawa. Rideau River Provincial Park ligger 89 meter över havet.
Terrängen runt Rideau River Provincial Park är mycket platt. Runt Rideau River Provincial Park är det ganska glesbefolkat, med 30 invånare per kvadratkilometer.. Närmaste större samhälle är Kemptville, 5,2 km söder om Rideau River Provincial Park. 
Omgivningarna runt Rideau River Provincial Park är en mosaik av jordbruksmark och naturlig växtlighet.